# Гербович, Владислав Иосифович
Владисла́в Ио́сифович Гербо́вич (1 декабря 1927 — 8 апреля 2004) — советский полярник, неоднократный начальник советских антарктических экспедиций, основал в 1961 году станцию Новолазаревская. 
 Кандидат географических наук (1966).

## Биография
Окончил океанологический факультет Ленинградского гидрометеорологического института, два года служил офицером на Северном флоте, а демобилизовавшись, поступил на работу в Арктический и антарктический научно-исследовательский институт. Участвовал в высокоширотной экспедиции на ледорезе «Фёдор Литке», затем провел две зимовки на дрейфующих станциях СП-4 и СП-7, но основная часть его работы пришлась на антарктические экспедиции. . 
Выполнял обязанности начальника экспедиции на полярной станции Новолазаревская в 1961 году, когда врач Леонид Рогозов выполнил на себе операцию аппендэктомии. Лично присутствовал при операции, чтобы в случае, если одному из ассистентов станет плохо, заменить его. Запись о ходе операции В. И. Гербович оставил в своём дневнике:

Освободили жилую комнату от вещей, оставив только кровать Рогозова, две тумбочки и настольную лампу. Провели длительное облучение комнаты ультрафиолетовой лампой. Кабот усовершенствовал автоклав, вставил в него тэн, простерилизовали все материалы, необходимые для операции. Ассистентам Артемьеву и Теплинскому Рогозов сам простерилизовал руки, когда они уже были одеты в простерилизованные халаты. Показал и рассказал о медикаментах и инструментах, разложенных на подносе, которые он будет использовать во время операции, чтобы они подавали их ему по необходимости. На всякий случай я тоже надел халат, простерилизовал руки и надел резиновые перчатки. Вдруг кому-то из ассистентов станет плохо, тогда я мог бы его подменить. Рогозов лежал в кровати, подложив в изголовье несколько подушек, чтобы приподнять верхнюю часть туловища. Теплинский встал слева от него, а Артемьев справа, где находился весь инструмент. Я встал в ногах у спинки кровати. Остальные сотрудники собрались в соседней комнате.
Операция началась с того, что Рогозов простерилизовал операционное поле, а потом взял огромный шприц, наверное, кубиков на 20, и сделал несколько анестезирующих уколов в правой части живота, где он должен был проводить операцию. Когда Рогозов уже сделал разрез и копался у себя в кишках, отделяя аппендикс, кишки как-то булькали, и это было особенно неприятно, хотелось отвернуться, уйти и не смотреть, но я заставил себя остаться. Моё местоположение в ногах, у спинки кровати, позволяло хорошо всё видеть. Я пригласил Верещагина, и он сфотографировал этот момент операции. Артемьев и Теплинский держались, хотя, как потом выяснилось, и у того, и у другого закружились головы, и даже начало подташнивать. Мы все впервые присутствовали при операции. Сам Рогозов делал всё спокойно, но на лице выступал пот, и он просил Теплинского вытирать ему лоб. Основную помощь Рогозову оказывал Артемьев, он подавал инструменты, убирал использованные, менял тампоны. Когда Рогозов удалил аппендикс, то пояснил нам, что операцию провели своевременно, так как уже начинался прорыв гноя. Когда он перешёл к зашиванию разреза, то попросил Теплинского лучше осветить рану настольной лампой, и даже попросил зеркало, чтобы лучше и красивее сделать шов. Операция продолжалась около 2 часов, и Рогозов закончил шить в 4 часа местного времени, т.е. около 00 часов московского. К этому времени Рогозов заметно обессилел, устал, но всё доделал. Ассистенты всё прибрали, слушая указания Рогозова, и пошли отдыхать. Рогозов принял снотворное, а я остался дежурить около него в соседней комнате. Еле дождался, когда мог лечь спать, очень устал. Не так физически, как психологически. Беспокоился, конечно, как Рогозову удастся провести операцию. Ведь это было впервые в мировой практике: врач сам себе удаляет аппендикс. Уже засыпая, я вдруг осознал: ведь если бы операция пошла неблагополучно и что-то случилось бы неприятное, тем более трагическое, то всю ответственность возложили бы на меня.

Стал известен широкой публике благодаря приключенческим повестям Владимира Санина об Антарктиде и советских полярниках. 
В 1971 году получил очень тяжелые травмы при автомобильной аварии, но смог восстановить работоспособность.
Проживал в г. Санкт-Петербурге. 
Умер 8 апреля 2004 года.